# Simon Desthieux
Simon Desthieux, född 3 december 1991, är en fransk skidskytt som ingick i det franska lag som tog silver i herrstafetten vid VM 2017.
Desthieux deltog vid Olympiska vinterspelen 2014. Vid olympiska vinterspelen 2022 i Peking tog Desthieux silver tillsammans med Fabien Claude, Émilien Jacquelin och Quentin Fillon Maillet i herrarnas stafett.